# Carlo Salamano

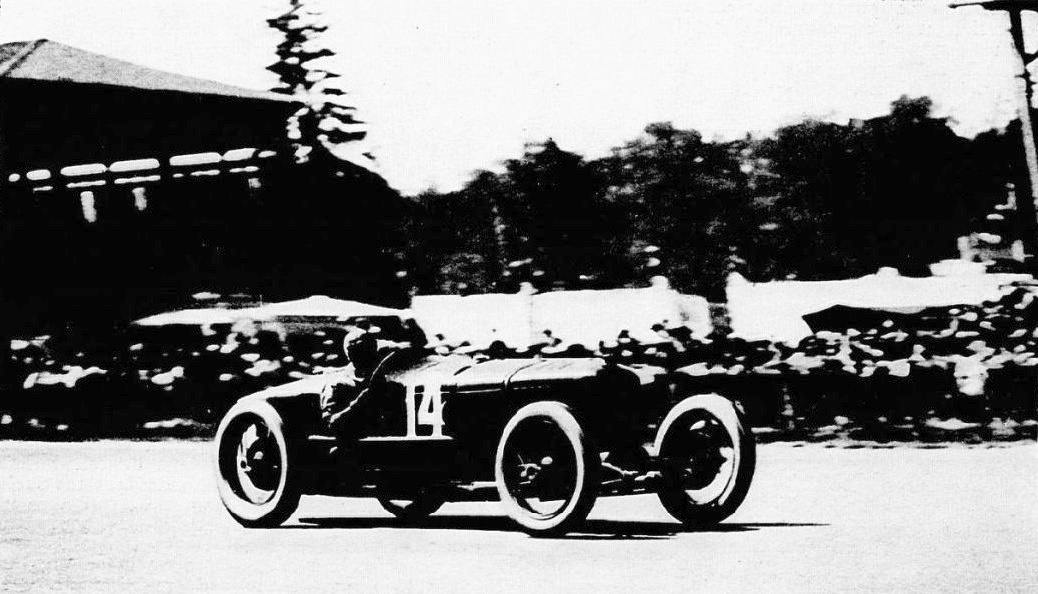
Salamano auf Fiat bei seinem Sieg beim Großen Preis von Italien 1923

Carlo Salamano (* 3. Januar 1891 in Turin; † 19. Januar 1969 ebenda) war ein italienischer Automobilrennfahrer. In die Geschichte des Rennsports ging Salamano als erster Sieger des Großen Preises von Europa ein.

## Karriere
Carlo Salamano arbeitete als Testfahrer für Fiat in seiner Heimatstadt Turin. Sein Renndebüt gab er beim II Gran Premio delle Vetturette am 3. September 1922 auf der Hochgeschwindigkeitsbahn Autodromo di Milano im Parco di Monza. Das Rennen über 600 km schloss er auf Fiat 502S hinter seinen Fiat-Werkskollegen Pietro Bordino, Enrico Giaccone und Evasio Lampiano als Vierter ab.
In der Grand-Prix-Saison 1923 startete Salamano bei verschiedenen Grand-Prix-Rennen. Beim XVII Grand Prix de l’A.C.F. auf dem Circuit de Tours in Frankreich am 2. Juli fiel er mit Motorschaden aus. Am 9. September 1923 feierte Salamano den bedeutendsten Erfolg seiner Karriere. Er gewann auf Fiat 805/405 in Monza den III Gran Premio d’Italia, mit dem gleichzeitig der erste Große Preis von Europa ausgetragen wurde. Nach einer Renndistanz von exakt 800 Kilometern, die er in 5 Stunden 27 Minuten und 38,4 Sekunden absolvierte, hatte er im Ziel 23,6 Sekunden Vorsprung vor seinem Teamkollegen Felice Nazzaro. Dritter wurde der US-Amerikaner Jimmy Murphy auf Miller.
Sein letztes nachgewiesenes Rennen bestritt Carlo Salamano beim Voiturette-Rennen III Junior Car Club 200 am 13. Oktober 1923 auf der Brooklands-Bahn bei Weybridge, Surrey in Großbritannien. Dort schied er auf Fiat 803/403 zwar mit Motorschaden aus, konnte aber ex aequo mit dem Briten Malcolm Campbell die schnellste Rennrunde für sich verbuchen.
Danach widmete sich Salamano wieder seiner Stelle als Testfahrer bei Fiat. Bis 1962 arbeitete er dort als Versuchsleiter.